# En ø i Andamanerhavet
En ø i Andamanerhavet er en dansk dokumentarfilm fra 1966, der er instrueret af Helge Ernst efter eget manuskript.

## Handling
Filmen er optaget på den 5. thai-danske ekspedition, der fandt sted i begyndelsen af 1966. Marinbiologen G. Thorsen redegør for undersøgelserne af de havbiologiske forhold ud for Thailand, med henblik på eventuelle muligheder for at udvikle fiskeriet. Orkidéspecialisten G. Seidenfaden fortæller om undersøgelserne af orkidéernes vækstforhold, der giver oplysninger om, hvilke muligheder der foreligger for at dyrke landet.